# Roswitha Scholz
 (octobre 2022).
La mise en forme du texte ne suit pas les recommandations de Wikipédia : il faut le « wikifier ».
Les points d'amélioration suivants sont les cas les plus fréquents. Le détail des points à revoir est peut-être précisé sur la page de discussion.
- Les titres sont pré-formatés par le logiciel. Ils ne sont ni en capitales, ni en gras.
- Le texte ne doit pas être écrit en capitales (les noms de famille non plus), ni en gras, ni en italique, ni en « petit »…
- Le gras n'est utilisé que pour surligner le titre de l'article dans l'introduction, une seule fois.
- L'italique est rarement utilisé : mots en langue étrangère, titres d'œuvres, noms de bateaux, etc.
- Les citations ne sont pas en italique mais en corps de texte normal. Elles sont entourées par des guillemets français : « et ».
- Les listes à puces sont à éviter, des paragraphes rédigés étant largement préférés. Les tableaux sont à réserver à la présentation de données structurées (résultats, etc.).
- Les appels de note de bas de page (petits chiffres en exposant, introduits par l'outil «  Source ») sont à placer entre la fin de phrase et le point final[comme ça].
- Les liens internes (vers d'autres articles de Wikipédia) sont à choisir avec parcimonie. Créez des liens vers des articles approfondissant le sujet. Les termes génériques sans rapport avec le sujet sont à éviter, ainsi que les répétitions de liens vers un même terme.
- Les liens externes sont à placer uniquement dans une section « Liens externes », à la fin de l'article. Ces liens sont à choisir avec parcimonie suivant les règles définies. Si un lien sert de source à l'article, son insertion dans le texte est à faire par les notes de bas de page.
- La présentation des références doit suivre les conventions bibliographiques. Il est recommandé d'utiliser les modèles {{Ouvrage}}, {{Chapitre}}, {{Article}}, {{Lien web}} et/ou {{Bibliographie}}. Le mode d'édition visuel peut mettre en forme automatiquement les références.
- Insérer une infobox (cadre d'informations à droite) n'est pas obligatoire pour parachever la mise en page.

Pour une aide détaillée, merci de consulter Aide:Wikification.
Si vous pensez que ces points ont été résolus, vous pouvez retirer ce bandeau et améliorer la mise en forme d'un autre article.
 (octobre 2022).
Roswitha Scholz, née en 1959 en Allemagne, se définit comme une théoricienne sociale de gauche. Elle œuvre comme éditrice indépendante pour la revue EXIT! qu'elle a fondée en 2004, après avoir participé au groupe et revue Krisis (fondés en 1986  à Nuremberg par Robert Kurz, Ernst Lohoff, Klaus Braunwarth et Udo Winkel).
Inspirée par la théorie sociale de Theodor W. Adorno, elle a révolutionné le courant théorique de la critique de la valeur en 1992 avec son article « La valeur, c'est le mâle. Thèses sur la socialisation par la valeur et la relation entre les sexes » initiant le courant théorique de la critique de la valeur-dissociation (Wert-Abspaltungskritik) qui non seulement enrichit la critique de la valeur (première manière) de la question féministe, mais la transforme de fond en comble, tant au niveau du contenu que de la méthode.
Roswitha Scholz est, avec Robert Kurz et des membres de la revue EXIT!, l’une des principales théoriciennes du courant de la critique de la valeur-dissociation. Elle s’attache à théoriser une question qui demeure, selon elle, « un problème non résolu » dans le féminisme, le lien interne entre capitalisme et patriarcat moderne ainsi que ses métamorphoses, et à dépasser les féminismes de l’égalité et de la différence, les féminismes déconstructionnistes, matérialistes, écoféministes et de la « lutte des classes ».
Ses axes théoriques sont le féminisme, le capitalisme, la « race », la classe, le genre et le sujet.
Ses écrits portent sur le racisme, l'anti-tziganisme, la critique de l'idéologie, l'épistémologie, la théorie critique, les marxismes et les rapports entre les sexes dans le capitalisme.

## Biographie
Roswitha Scholz est née le 28 septembre 1959 en Allemagne, dans un milieu populaire. Adolescente, elle suit un apprentissage d’assistante en pharmacie et travaille quelques années chez un grossiste en produits pharmaceutiques. Puis, elle fait l’école de la 2e chance et reprend des études en éducation spécialisée à l’Université, où elle assiste à des séminaires de sociologie, philosophie, phénoménologie et sur l’École de Francfort.
Dans les années 1970, elle lit de la littérature existentialiste (Sartre, Beauvoir, Camus), psychanalytique (Freud, Adler, Jung et Reich), des essais féministes (Alice Schwarzer, Carla Lonzi, Shulamith Firestone, Klaus Theweleit) et de l’antipsychiatrie (Basaglia, Szasz, Laing, etc). Elle se situe du côté de la gauche anti-autoritaire.
« Au début raconte-t-elle, j’ai identifié Marx au marxisme des pays de l’Est et aux K-Gruppen, et tout cela me semblait extrêmement suspect. Ma position m’a placé sans aucun doute au sein de la gauche anti-autoritaire ». Mais au printemps 1984 elle rencontre Udo Winkel, un proche du cercle de Robert Kurz, et comme elle avait assisté à un séminaire sur l’École de Francfort qui exigeait des connaissances de base sur Marx et Le Capital, elle s’est donc inscrite à un cours d’introduction proposé par l’Initiative Marxistische Kritik fondée en 1984 et qui fut l'embryon du groupe Krisis. À partir des années 1984-1986, elle participe alors à ce qui va devenir le groupe Krisis (Robert Kurz, Peter Klein, Klaus Braunwarth, Achim Bellgart, Ernst Lohoff, Franz Schandl, Norbert Trenkle, Udo Winkel, Petra Harmann, Karl-Heinz Wedel, et d’autres) qui va renouveler la critique marxienne de l’économie politique et élaborer une nouvelle « critique de la valeur ».

À cette époque, entre 1984 et 1992, la critique de la valeur ne s'ouvre, ni ne s'intéresse aux questions féministes (les membres du groupe Krisis sont dans leur grande majorité des hommes). Robert Kurz finit, à la suite de longs débats, par intégrer de plein droit le concept de dissociation dans celui de la valeur.
« À cause des conflits sur le féminisme, mais aussi sur les questions du sujet et de l’idéologie, j’étais partie prenante de la création du groupe Krisis en tant que marginale. On allait ensemble au bistro, mais au contraire des années précédentes, je n’avais plus de rapport de travail à l’intérieur du groupe Krisis. J’avais formé un groupe d’outsiders avec d’autres personnes, qui toutefois n’était pas encore arrivé à la critique de la valeur-dissociation, mais qui évoluait dans un cosmos dualiste : la critique du patriarcat-capitalisme. Dans ce groupe, nous avons étudié l’histoire des mouvements féministes et des textes de théorie féministe.» Roswitha Scholz
Dans les années 1990, Roswitha Scholz se dédie de manière plus intense à l’élaboration de la théorie de la valeur-dissociation, sans le soutien des hommes du groupe Krisis, voire en rencontrant leur hostilité :
« Je me sens souvent incomprise – même par les amateurs de critique de valeur. Ils reçoivent mes écrits sur la critique de l'économie, et bien sûr aussi ceux de Robert Kurz, mais ignorent les passages sur la critique de la valeur-dissociation. (...) On me définit souvent sur la base de Robert Kurz. Krisis a toujours été une bande d'hommes. J'ai également dû travailler avec persévérance sur l'androcentrisme de Robert Kurz, jusqu'à ce qu'il rejoigne finalement ma théorie de la valeur-dissociation. Ce fut une bataille difficile pour introduire le féminisme dans le groupe des hommes. Je ne me sentais pas prise au sérieux en tant que femme, mais sans combat, on n'arrive à rien. Je me suis battu sur deux fronts : contre le déconstructionnisme et contre les hommes de Krisis.» Roswitha Scholz
Sur un fond principal de conflits personnels existants de longue date entre Robert Kurz et Ernst Lohoff, les dissensions théoriques-politiques sont telles sur des sujets qui ne sont pas toujours discutés collectivement alors que l'élaboration théorique de Kurz est particulièrement vivace, que la scission du groupe Krisis devient inévitable et intervient en 2004. Roswitha Scholz participe alors, avec Robert Kurz et d’autres, à la fondation du groupe EXIT! et de sa revue, qui embrasse totalement la ligne théorique de la critique de la valeur-dissociation. À partir des années 2000, les membres de l'actuel groupe Krisis finiront par reprendre le concept de dissociation, mais dans une acception beaucoup plus générale qui ne sera pas reconnue par Roswitha Scholz.
« Toute l’atmosphère de Krisis était imprégnée de comportements sexistes – comme dans beaucoup de groupes de gauche. Cela est allé tellement loin qu’après un différend, un homme de Krisis m’a giflée. Ça m’a complètement abasourdie ; je n’avais jamais imaginé que ce genre de chose soit possible. Cependant, j’ai choisi de considérer cet épisode comme un écart. Je n’ai pas résisté davantage à l’époque parce que j’avais peur que tout le groupe se disloque, et alors, où aurais-je publié ? Au début des années 2000, une femme (qui avec moi était la seule encore présente dans le noyau de Krisis, moins en tant que théoricienne comme moi que comme membre de la rédaction) avait été exclue de la rédaction parce qu’elle avait repoussé les avances d’un homme de Krisis. Après avoir été envoyé sur les roses, il ne pouvait évidemment plus la tolérer dans le groupe, parce qu’il ne se sentait pas reconnu. Cet épisode fut le dernier motif qui entraîna la scission du groupe.» Roswitha Scholz
Roswitha Scholz a été mariée avec Robert Kurz (1943-2012).
Elle vit à Nuremberg en Allemagne.

## Apports théoriques
Avec la théorie de la valeur-dissociation, Roswitha Scholz propose une critique féministe du patriarcat-capitalisme au-delà du marxisme traditionnel et de tous les développements postmoderne et post-structuraliste. Elle effectue une critique radicale de la modernité comprise comme patriarcat producteur de marchandises, ce qui la conduit à refuser de se laisser enfermer tant dans la croyance en un progrès immanent de la modernité, que dans les « contradictions secondaires », l’essentialisme naturalisant, le différentialisme ou l'ontologie des relations de pouvoir de Michel Foucault.
Roswitha Scholz continue son élaboration théorique en s'inspirant en partie d'Adorno, de la première « critique de la valeur » encore androcentrique, tout en l’adossant à une critique d’autres courants féministes comme le féminisme matérialiste, le marxisme-féministe, l’écoféminisme, le féminisme queer ou le féminisme déconstructionniste (représenté par Judith Butler, par exemple). Pour construire sa propre position, c’est donc une théorisation qui sans cesse va amener des objections à des auteures comme Simone de Beauvoir , Nancy Fraser, Judith Butler, Maria Mies, Silvia Federici, Mariarosa Dalla Costa, Leopoldina Fortunati, Lise Vogel, Irene Dölling, Gudrun-Alexi Knapp, Tove Soiland, Frigga Haug, etc.

Plus qu’un élargissement de la critique marxienne de l’économie politique, il s’agit d’une révolution théorique à l’intérieur d’une première révolution théorique. Car la critique de l’économie politique – reformulée par le courant de la critique de la valeur - n’est pas seulement enrichie par la question féministe, elle en est complètement transformée tout autant au niveau du contenu que de la méthode.
« La critique de la valeur-dissociation ne part donc pas simplement du principe qu’une critique de la valeur est insuffisante, mais elle porte cette critique à un niveau qualitatif inédit.» Roswitha Scholz

### Critique du féminisme marxiste ou matérialiste
Elle va reprocher au féminisme marxiste traditionnel ou au féminisme matérialiste de mouler leurs compréhensions du patriarcat spécifiquement moderne dans la vision transhistorique et ontologique du matérialisme historique, c’est-à-dire dans l’idée d’un primat de l’infrastructure matérielle au sein des sociétés humaines, primat qui sera contesté par l’anthropologie contemporaine. Ces féminismes pour saisir le rapport asymétrique de genre moderne vont ainsi rester prisonniers de l’analyse marxiste traditionnelle qu’ils vont simplement transposer par analogie sur ce qui assigné au « féminin ». On pourrait parler de féminisme de recouvrement, dans ce sens où loin de saisir le « dissocié » féminin dans sa spécificité en évitant tout type de dérivation simple depuis le rapport-capital (rapport-valeur), on ne comprend le rapport asymétrique entre les genres que par l’extension positive de la conceptualité marxiste traditionnelle telle qu’elle se trouve utilisée pour saisir la sphère masculine du travail abstrait (la sphère « mâle » de l’économie d’entreprise). Afin de prouver sa valeur (économique et morale), on recouvre ainsi le « féminin dissocié » et tout particulièrement l’activité domestique assignée aux femmes, sous le concept transhistorique de « travail » et de « mode de production » (un « mode de production domestique » dira Christine Delphy). Ce que montre Scholz, c’est que ce féminisme en charriant le concept positif et transhistorique du travail du marxisme traditionnel, conduit paradoxalement à réifier ces activités dissociées, car toutes ces activités assignées au « féminin » sont contraintes de se concevoir à travers les catégories patriarcales façonnées pour la production de marchandise, le monde mâle de l’économie d'entreprise. Ce fut-là, selon Scholz, toutes les limites du « débat sur le travail domestique » dans les années 1970, qui fut au travers d’une inflation du concept de « travail » qui n’était pas bien délimité théoriquement et de ses accents parfois ouvertement « pro-travail », une tentative inconsciente et malheureuse de coupler le cadre androcentrique du capitalisme aux problématiques de genre. Les activités assignées aux femmes furent ainsi conçues comme « travail reproductif » ou « travail domestique » sur le modèle du « travail productif » socialement valorisé dans le marxisme traditionnel androcentrique, et par extension se trouvent être dès lors recouvertes par les catégories et formes sociales en usage dans la sphère du travail abstrait assignée au masculin.

### La valeur-dissociation, un rapport dialectique
Roswitha Scholz insiste : ce n’est pas le capitalisme qui crée cette forme de patriarcat spécifique de la forme-valeur, les deux sont consubstantiels. La dissociation est le présupposé de la valorisation, et inversement. 
« Ma thèse est que les tâches ménagères et de reproduction sociale ne sont pas seulement dissociées de la valeur économique et du travail abstrait, mais en représentent en outre la condition préalable tacite. Cette structure fondamentale, que je schématise ici à grands traits, imprègne la culture et la société dans leur totalité (...).» Roswitha Scholz
La valeur et la dissociation en tant que rapports sociaux y entretiennent une « relation dialectique » et non une relation de dérivation ou de subsomption : « il n’y a pas de hiérarchie de dérivation, les deux moments s’engendrent mutuellement, l’un est contenu dans l’autre ». « On ne peut pas simplement reprendre la critique originelle de la valeur [développée par Krisis avant 1992] et considérer la ‘‘valeur’’ pour le tout de la totalité », car « ce n’est pas seulement la valeur, et ce que l’on entend habituellement par là, l’économie, qui sont constitutives de la ‘‘totalité’’ » . En réalité, « la dissociation du féminin est la condition fondamentale des rapports(-valeur) abstraits eux-mêmes »  : La valeur possède ses propres présupposés dans la dissociation, et inversement. La forme-valeur et le dissocié constituent dès lors une « unité négative », ils sont dans une relation de « co-constitution ». En ce sens, la dissociation constitue le « revers obscur de la valeur elle-même », et non une positivité à affirmer, une non-identité, le féminin dissocié ne constituant nullement un quelconque « mieux » 
« D’un point de vue historico-logique, le travail abstrait et la dissociation sont donc fondamentalement co-originaires ; on ne peut dire que l’un a engendré l’autre. Chacun est la condition préalable à la constitution de l’autre. En ce sens, le rapport dissociatif représente d’une certaine manière une métastructure, contrairement à l’hypothèse réductionniste selon laquelle la valeur est le seul principe de constitution, la nature même des sociétés fondées sur la production marchande.» Roswitha Scholz
La « dissociation » est à la base de l'existence de la valeur comme forme sociale fétichiste : l'univers masculin de la marchandise, du travail abstrait, de la valeur, de la politique, de l'État, des sciences, ne peut exister que parce qu'a été « dissocié » et assigné aux femmes un ensemble d'activités, de sentiments, de caractères et d'attitudes de nature différentes, tout aussi essentielles à la reproduction et au fonctionnement de la société marchande, mais qui ne correspondent pas à la logique de l'univers de la valeur.
« Le dissocié féminin se trouve ainsi être l’Autre de la forme-marchandise comme un étant à part entière ; mais, d’un autre côté, il reste asservi et sous-valorisé précisément parce qu’il s’agit du moment qui est dissocié au sein de la production sociale générale.» Roswitha Scholz

### Les dimensions matérielle, socio-psychologique et culturelle-symbolique
Certaines qualités moins valorisées (sensualité, émotivité, faiblesse d'esprit et de caractère, etc.) sont attribuées « à la femme » et dissociées de la subjectivité masculine moderne. De telles attributions spécifiques au sexe caractérisent essentiellement l'ordre symbolique du patriarcat producteur de marchandises. Inversement, il n'est pas rare que les femmes s'identifient elles-mêmes à ces attributions, et que les hommes s'identifient à des attributions inverses, la dissociation est alors pensée chez Scholz comme constitutive de la dimension socio-psychique du sujet « mâle » comme du non-sujet infériorisé « femme ». Il convient donc de prendre en compte, au-delà du contexte socio-économique, aussi bien la dimension socio-psychologique qui construit et façonne de l’intérieur la subjectivité des individus masculins comme féminins, que la dimension culturelle et symbolique. C'est précisément à ces niveaux que la valeur-dissociation s'avère être le principe formel du patriarcat producteur de marchandises. La valeur-dissociation n’est donc pas seulement un rapport structurel, ou matériel (à la différence du féminisme matérialiste et marxiste), elle est aussi un « rapport socio-psychique spécifique » dans l’instauration des individualités (féminines comme masculines) et constitue également une « dimension culturelle-symbolique » déterminante de la société, un « modèle de civilisation ».

Par conséquent, selon Scholz, on ne peut pas non plus partir du principe, conformément au schéma de base traditionnel, que le niveau matériel de la division du travail entre les sexes a la primauté. Au contraire, le moment matériel, le moment culturel-symbolique et le moment socio-psychologique doivent être placés au même niveau de pertinence. La dimension culturelle et symbolique, la manière dont se forment les représentations collectives de ce que sont les hommes et les femmes, est accessible par exemple par le biais d'analyses de discours à la suite de Michel Foucault (au-delà de son ontologie du pouvoir et des relations de pouvoir). L'aspect (socio)psychologique de l'être-homme, de l'être-femme et du devenir des individus capitalistes-patriarcaux peut être saisi à l'aide d'un instrument psychanalytique. 
« Mais les catégories de l’économie politique sont insuffisantes d’un autre point de vue encore ; la valeur-dissociation doit aussi être saisie comme un comportement socio-psychique spécifique. Certaines propriétés déconsidérées (la sensualité, l’émotivité, la faiblesse de caractère entre autres) sont dissociées du sujet masculin et projetées sur la femme. Ces attributions genrées caractérisent essentiellement l’ordre symbolique du capitalisme patriarcal. En ce qui concerne le rapport capitaliste entre les sexes, il convient par conséquent de prendre en compte la dimension aussi bien socio-psychologique que culturelle-symbolique, au-delà du moment de la reproduction matérielle. C’est précisément aussi à ces niveaux que le patriarcat capitaliste apparaît comme totalité sociale. Mais en ce qui concerne la valeur-dissociation comprise comme rapport social fondamental, il faut souligner qu’il ne s’agit pas d’une structure figée, comme dans certains modèles structurels sociologiques, mais d’un processus.» Roswitha Scholz
L'ordre symbolique du patriarcat producteur de marchandises se caractérise donc par les hypothèses suivantes : La politique et l'économie sont attribuées à l'homme ; la sexualité masculine est supposée être subjective, agressive, violente, etc. ; les femmes, en revanche, sont considérées comme des objets, des corps purs. L'homme est considéré comme un être humain/un homme d'esprit/un vainqueur de corps, alors que la femme est considérée comme un non-homme, un corps. La guerre a une connotation masculine, tandis que les femmes sont considérées comme pacifiques, passives, sans volonté, sans esprit. Les hommes doivent aspirer à la gloire, à la bravoure, à des œuvres immortelles. Les femmes sont chargées de s'occuper des individus et de l'humanité. Ce faisant, leurs actions sont socialement dévalorisées et oubliées dans la théorisation, la sexualisation de la femme étant édictée depuis sa subordination à l'homme et sa marginalisation sociale étant inscrite dans cet ordre symbolique. L'homme est considéré comme un héros et comme un travailleur. La nature, auquel le féminin est assigné, doit être soumise et dominée de manière productive. L'homme est constamment en compétition avec les autres, etc. Cette conception détermine également les représentations de la société moderne dans son ensemble. La capacité et la volonté de rendement, la dépense rationnelle, « économique » et efficace de temps déterminent le modèle de civilisation également dans ses structures objectives en tant que contexte global, dans ses mécanismes, son histoire, ainsi que dans les modèles d'action des individus. Dans cette mesure : La valeur, c'est l'homme. Le modèle de civilisation produisant des marchandises a donc pour condition préalable l'oppression des femmes, la marginalisation des femmes ainsi que la négligence du social et de la nature. Ainsi, sujet-objet, esprit-nature, domination-soumission, homme-femme sont des dichotomies typiques, des oppositions antagonistes du patriarcat producteur de marchandises.

### Historicité et dynamique du patriarcat producteur de marchandises
Roswitha Scholz n’envisage pas le patriarcat comme un concept transhistorique. L’existence du patriarcat, tel qu’il existe dans la société contemporaine, ne doit pas être dérivée depuis un patriarcat prémoderne, qui aurait existé depuis la nuit des temps. Le rapport asymétrique de genre contemporain n’est pas un reste précapitaliste, il doit être examiné dans les limites de la modernité-postmodernité. Scholz va donc prendre le tournant de la spécification historique du patriarcat moderne, en parlant d’un «patriarcat spécifique de la forme-valeur » ou du « patriarcat producteur de marchandises ». Cela ne veut pas dire que ce rapport n'a pas d'histoire, mais qu'il prend une toute nouvelle qualité avec la généralisation de la production de marchandises. 
« Selon la théorie de la dissociation-valeur, il faut donc partir du fait que le rapport moderne entre les sexes doit être analysé dans le contexte du patriarcat producteur de marchandises (tout comme la valeur elle-même) et, en conséquence, non pas comme une donnée transhistorique, « parallèlement » aux différentes formations sociales. Cela ne signifie pas qu’il est sans préhistoire. Il n’en reste pas moins que le rapport entre les sexes atteint dans la modernité marchande une qualité tout à fait nouvelle, dont il faut tenir compte à la fois au niveau théorique et analytique.» Roswitha Scholz
Ce rapport bicéphale dialectique de valeur-dissociation en tant que structure sociale de base lié au surgissement de la modernité n'est pas stable ou figée, il est de plus un processus historique et dynamique, une « forme fondamentale modifiée » dont les formes (travail, structure de la famille, représentations, rôles sociaux, classes, modèles pratiques, etc.) ne sont pas toujours les mêmes depuis les XVIIe – XIXe siècles, mais se modifient au cours de l’histoire de la modernité productrice de marchandises. C’est-à-dire que Scholz soutient la nécessité de prendre en compte « une essence qu’il faut nommer sans justement laisser de côté pour autant les manifestations actuelles de la valeur-dissociation » . Scholz va donc faire l’histoire du rapport valeur-dissociation : depuis la « dissociation primitive », la chasse aux sorcières et la « haine des femmes originelle », en passant par la domestication de la femme mère/épouse/fille d’abord dans la bourgeoisie et par la suite dans toute la société en suivant l'intégration du prolétariat, puis la pseudo-émancipation de la période fordiste, et enfin la brutalisation du patriarcat depuis les années 1970/1980 et la vague néo-réactionnaire viriliste (retour fantasmé à la famille, au travail, à la nation, etc.) qui va de pair avec l’hyperindividualisation.
« (...) il faut toutefois prendre en compte également des rapports patriarcaux construits autrement, auxquels s’est superposé le patriarcat moderne-occidental réifié dans le cadre du développement du marché mondial, sans qu’ils aient totalement perdu leur particularité.» Roswitha Scholz
Roswitha Scholz distingue trois grandes périodes :
1. Un patriarcat correspondant à la période de l’accumulation primitive qui au cours des première puis seconde mondialisations (XVe – XIXe siècles), s’est structuré en fonction des aires géographiques à partir de matériaux culturels-symboliques et de modèles d’action spécifiques hérités de patriarcats prémodernes.
2. Un patriarcat moderne classique reposant sur « ses propres bases » à l’époque de la phase d’ascension du capitalisme. Il se caractérise par un « modèle dualiste de genre » (femme au foyer et homme soutien de famille) ; et des méga-identités collectives fixes nationales et culturelles constitutives du sujet moderne dans cette phase (et des inclusions et exclusions correspondantes), etc. Les femmes sont désormais responsables en premier lieu de la sphère de la reproduction, moins valorisée, et les hommes de la sphère de la production, de la sphère publique (économie, politique, science). Ainsi, la famille nucléaire telle que nous la connaissons n'est apparue qu'au XVIIIe siècle ; de même, la division de la société en une sphère publique et une sphère privée, au sens où nous l'entendons, ne s'est formée qu'à l'époque moderne.
3. Un patriarcat prétendument « postmoderne » composé de différentes caractéristiques propres exprimant autrement le rapport essentiel de valeur-dissociation : dépassement du « modèle dualiste de genre »; double socialisation des femmes par leur intégration au marché du travail (fin du modèle duel classique des rôles de genre); discrimination persistante dans la sphère professionnelle et secteurs d’activité assignés « féminins » à l’endroit où les femmes sont intégrées dans l’économie; effritement des identités fixes nationales et culturelles au profit d’identités hybrides (dont des sous-identités « ethniques »), c’est-à-dire des « identités médianes, ayant des origines dans plusieurs cultures », formes de « barbarisation du patriarcat » dans le contexte de crise, femmes des périphéries et des centres comme gestionnaires de crise, etc. Ces formes répondent à la fois aux exigences de flexibilité du capitalisme globalisé et sont des moments d’un capitalisme en effondrement. Scholz fait remarquer que ces « identités hybrides exigées et produites par le capitalisme de crise globalisé ne dissolvent en aucun cas les discriminations sexistes, racistes et antisémites ; elles sont plutôt au contraire constitutives de leurs formes postmodernes nouvelles ».

### Les différents niveaux macro, méso et micro-logiques
Roswitha Scholz va proposer, sous l’influence d’Adorno, un nouveau concept d’essence de la société. « Elle juge que les théories postmodernes ont raison de dire qu’il y a d’autres dimensions, d’autres discriminations qui sont à prendre en compte mais en même temps, que ces mêmes théories ont tort d’abandonner ce niveau de l’essence, de la totalité», explique Clément Homs, membre cofondateur du collectif éditorial Crise et Critique. Cette théorie des niveaux a été développée par Scholz et Robert Kurz à partir des années 2000, à partir de la première théorie de la différenciation des moments et sphères sociales de ce dernier et dans une confrontation avec l'anti-essentialisme des théories postmoderne et post-structuraliste. Kurz et Scholz reprochant au post-structuralisme, et à Michel Foucault en particulier, une « dissolution de l’‘‘essence’’ socio-historique dans une relationnalité phénoménologique de relations de pouvoir et leur construction (ou plutôt leur deconstruction) ». C’est-à-dire qu’à l’opposé d’une pensée postmoderne relativiste et anti-essentialiste qui ne fait aucune distinction essentielle entre les formes sociales historiquement différentes et en conséquence ne s'étant pas forgée de concept spécifique du système du patriarcat producteur de marchandises et de ses catégories formelles de base, la théorie critique de la valeur-dissociation doit avoir pour ambition d’être une « grande théorie » (Big Theory), « mais justement pas au sens traditionnel des grandes théories androcentriques et universalistes de la modernité ». Dans cette nouvelle conception relative de la totalité, il s’agit donc bien de garder la différence entre essence et phénomène – dans la référence toujours ici à Adorno ‒ sans que cela entre dans « un schéma parfait dans lequel à la fin, tous les comptes seraient justes ».
Roswitha Scholz et Robert Kurz mettent ainsi en place une théorie identifiant plusieurs niveaux dans la société moderne productrice de marchandise:   
1. Le niveau macrologique (ou dit méta-niveau) : correspond à l’essence catégorielle de la société, sa substantialité réelle (au sens d’une méta-structure constante), elle est identifiée au rapport dialectique de la valeur-dissociation, constitué par la projection-fétiche de la valeur réalisée concrètement au travers du bouclage rétroactif de l’argent-capital sur lui-même et le rapport asymétrique de genre correspondant, situés d’un même tenant au méta-niveau de la formation sociale moderne. Cette substantialité réelle, brutale et négative caractérise ce qui a la prétention à « l’absoluité à usage interne » (R. Kurz) : le rapport-capital et la dissociation sexuellement spécifique correspondante. Ce rapport de valeur-dissociation traverse l’ensemble de la société mais ne suffit pas à expliquer l’ensemble des réalités sociales présentes dans la société productrice de marchandises. Le concept de la méta-logique générale (le macro-niveau) visant à expliquer le fonctionnement d’ensemble de la société contemporaine, doit ainsi être pensé comme « un concept non-universaliste de totalité qui [doit] fait place aux différences » [18].
2. Le niveau mésologique (dit aussi niveau socio-structurel ou socio-institutionnel) : on retrouve les institutions sociologiques, politiques, économiques, parentales, enfance, éducation, etc., les inégalités économiques et matérielles, les classes, les positions économiques, les racismes, les antisémitismes, les sexismes, l'antitziganisme, l'antivalidisme, l'âgisme ; les différences entre les pays et les cultures ; les identités sociales ; les sphères différenciées, etc.
3. Le niveau micrologique : le niveau individuel, au sens de la prise en compte l'individu. Les Individus correspondent au rapport structurel de la valeur-dissociation dans sa reproduction permanente mais ne s’y réduisent pas. Scholz tient à conserver le principe de l'« unicité de l’individu » et la nécessité de saisir toujours sa « participation » particulière (on trouve ici la nécessité d’une dialectique sujet-objet sur le plan individuel)

Scholz indique qu'il ne faut pas penser de hiérarchisation entre les niveaux, ils s’interpénètrent et comprennent des dimensions autonomes et spécifiques par rapport aux autres niveaux. La perspective complexe que cherche à développer Scholz pour saisir l’ensemble des phénomènes de la formation sociale moderne, est « de saisir le problème des différences à des niveaux distincts : la dimension socio-structurelle en ce qui concerne les distinctions entre des disparités économiques, le racisme, l’antisémitisme, le sexisme ; les différences selon les pays et les cultures ; le niveau individuel où chacun représente un individu unique et incomparable qui ne se réduit pas aux structures, sans pour autant pouvoir s’y dérober ; enfin, le niveau fondamental de la valeur-dissociation en tant que principe formel social qui, à l’opposé d’une logique de dérivation classique et universaliste, fait exister de l’intérieur le particulier et les différences ». C’est dans ce cadre réflexif que Scholz en vient à poser les principes généraux de sa saisie du « problème des différences » dans sa relation à une nouvelle conception de la totalité de la société. Pour ce faire, elle va immédiatement relativiser le « niveau général » de l’universel réel de la valeur-dissociation et penser d’une manière particulière la relation entre les différents niveaux macro-, méso- et micrologique de la société. La principale source d’inspiration de Scholz pour penser de manière complexe cette architecture au moins sur un plan général entre les niveaux, vient de la notion de « constellation » chez Adorno (le terme est utilisé à plusieurs reprises, Scholz parlant de la nécessité d’une « pensée en constellation ») plutôt que celle de « l’intersection » à laquelle elle s’oppose en référence aux théories de l’intersectionnalité interprétées comme la continuation des travers de la pensée postmoderne/poststructuraliste. Elle pense ces niveaux sous le prisme de la séparation, de l’autonomie relative de chacun d’eux, de la non-hiérarchisation et de la traversée de chacun d’eux par le macro-niveau de la valeur-dissociation toujours à relativiser : « les différents moments [de la société] doivent être dès le départ ‘‘essentiellement’’ mis en rapport au sens de la valeur-dissociation en tant que totalité. En même temps, la catégorie de la valeur-dissociation connaît d’avance ses propres bornes. Elle ne se place donc pas en tant qu’absolu, même au nom du niveau général, et sait en conséquence reconnaître la vérité propre des niveaux ‘‘particuliers’’ » « Ainsi, une théorie globale ne peut donc jamais s’en remettre simplement à la totalité sociale existante », il s’agit toujours de « maintenir la tension entre le général, le particulier et le singulier, entre ce qui est commun et ce qui est différent ».

## Ouvrages et travaux

### Ouvrages en français
- Roswitha Scholz, Le Sexe du capitalisme. « Masculinité » et « féminité » comme piliers du patriarcat producteur de marchandises, éditions Crise et Critique, 2019.
- Roswitha Scholz, Simone de Beauvoir aujourd'hui. Quelques annotations critiques à propos d'une auteure classique du féminisme, éditions Le Bord de l'eau, 2014.
- Roswitha Scholz, Forme sociale et totalité concrète. Sur l'urgence d'un réalisme dialectique aujourd'hui, éditions Crise & Critique, 2023.

### Ouvrages en allemand
- Das Geschlecht des Kapitalismus. Feministische Theorie und die postmoderne Metamorphose des Patriarchats, Horlemann, B, Unkel 2000,
- Differenzen der Krise - Krise der Differenzen. Die neue Gesellschaftskritik im globalen Zeitalter und der Zusammenhang von "Rasse", Klasse, Geschlecht und postmoderner Individualisierung, Horlemann, B., Unkel 2005.
- Der Alptraum der Freiheit. Perspektiven radikaler Gesellschaftskritik. Essays, Kritiken, Polemiken (mit Robert Kurz und Jörg Ulrich), Ulmer Manuskripte, Blaubeuren 2005.

### Autres ressources
- Richard Sobel, « Marxisme et féminisme réconciliés ? Aux sources de la théorie de la valeur-dissociation de Roswitha Scholz », Œconomia, 12-4 | 2022, 763-798.
- Christophe Gueugneau, « Robert Kurz et Roswitha Scholz : relire Marx contre les marxistes » (Médiapart, 16 août 2022, série Des idées oubliées pour rénover la gauche).
- Enregistrement audio de la rencontre présentation et discussion du livre Le Sexe du capitalisme. "Masculinité" et "Féminité" comme piliers du patriarcat producteur de marchandises de Roswitha Scholz, par Clément Homs et Benoît Bohy-Bunel, membres du collectif éditorial Crise et Critique, Librairie Terra Nova, Toulouse, janvier 2020   https://www.canalsud.net/spip.php?page=article&id_article=3869

- Enregistrement audio de la présentation de l’article « La valeur, c’est le mâle. Thèses sur la socialisation par la valeur et la relation entre les sexes », de Roswitha Scholz, par Benoît Bohy-Bunel, philosophe et membre du collectif éditorial Crise et Critique, La Maison du savoir, avril 2021    https://www.soundcloud.com/user-339671041/la-valeur-cest-le-male-de-roswitha-scholz-par-benoit-bohy-bunel

### Études
- Fabio Pitta, Le Brésil dans la crise du capital au XXIe siècle. Bulle des matières premières, capital fictif et critique de la valeur-dissociation (préface de Roswitha Scholz), Albi, Crise & Critique, 2021.
- Taylisi Leite, Crítica ao Feminismo Liberal: Valor-clivagem e Marxismo Feminista, Editora Contracorrente, 2020.
- Clotilde Nouët, L’anti-naturalisme face à la différence sexuelle. Trois perspectives matérialistes dans le champ du féminisme, dans Katia Genel, Jean-Baptiste Vuillerod et Lucie Wezel (dir.), Retour vers la nature ? Questions féministes, éditions Le Bord de l'eau, 2020.
- Alvaro Briales, Pour une critique de toutes les formes de Travail. La théorie de la valeur-dissociation et les critiques féministes du capitalisme, Jaggernaut no 3, éditions Crise et Critique, 2020.
- Ernst Schmitter, Sackgasse Wirtschaft: Eine Einführung in die Wertkritik, Edition 8, 2019.
- Johannes Vogele, « Le côté obscur du capital “Masculinité” et “Féminité” comme piliers de la modernité, revue EXIT!, 2007.
- Anselm Jappe, « Le "côté obscur" de la valeur et le don », Revue du MAUSS, 2009/2 (no 34).
- Richard Sobel, « Marxisme et féminisme réconciliés ? Aux sources de la théorie de la valeur-dissociation de Roswitha Scholz », Œconomia, 12-4 | 2022, 763-798.

### Adaptations théâtrales
- « Dans le désert, l’espoir », par la cie Nageurs de nuit, création 2021. « Une performance-philosophique, à travers les pensées radicales, avec un groupe d’acteurs, chanteurs, danseurs ». Mise en jeu Roxane Borgna, dramaturgie Benoît Bohy-Bunel, mise en corps Mitia Fedotenko, mise en voix Anna Andreotti. Avec Anna Andreotti, Roxane Borgna, Jean-Claude Fall, Mitia Fedotenko et Fanny Travaglino http://nageursdenuit.com/index.php/creations/dans-le-desert-l-espoir.